# Мвиньи, Али Хасан
Али́ Ха́ссан Мви́ньи (суахили Ali Hassan Mwinyi; 8 мая 1925, Занзибар, Султанат Занзибар, Британская империя — 29 февраля 2024, Дар-эс-Салам) — второй президент Танзании в 1985—1995 годах. Также занимал посты министра внутренних дел и вице-президента, был главой правящей партии Чама Ча Мапиндузи с 1990 по 1996 год (до того заместителем её председателя с 1984 года).

## Президент Танзании
Родился в Кивуре (Танганьика). Высшее образование получал в Даремском университете (Великобритания). В 1945—1963 годах работал учителем начальной школы и преподавателем учительского колледжа на острове Занзибар. После объединения Занзибара с Танганьикой в 1964—1970 годах руководил рядом финансовых, культурно-просветительных и редакционно-издательских учреждений Занзибара и всей Танзании.
Должность государственного министра Танзании занял в 1971 году. В 1975 году назначен министром внутренних дел, в 1978 — послом Танзании в Египте. В 1982—1984 годах занимал ряд министерских постов. Первый президент страны Джулиус Ньерере выбрал его своим преемником, и с августа 1984 года Мвиньи был его заместителем в качестве председателя Чама Ча Мапиндузи (Революционной партии). В 1984—1985 годах он также был третьим по счёту вице-президентом Танзании, президентом Занзибара и председателем его Революционного совета. 27 октября 1985 года избран президентом страны 95,68 % голосов пришедших на избирательные участки.
В годы президентства Мвиньи Танзания предприняла первые шаги по сворачиванию социалистической политики предыдущего президента Джулиуса Ньерере. Были ослаблены ограничения на импорт, начато поощрение частных предприятий. В целом правление Мвиньи характеризуется курсом на либерализацию в сфере морали, религии, социальных ценностей и экономики. Мвиньи противостоял религиозным фанатикам и настаивал на том, что Танзания должна быть свободной страной, а личная свобода в вопросах веры важна для её граждан.
За годы его управления страной было принято несколько важнейших решений, направленных на либерализацию экономики и обеспечение экономического роста.

## Личная жизнь
Мвиньи женился в 1960 году, имел шесть сыновей и шесть дочерей. После окончания президентского срока, отошёл от большой политики и продолжает жить в Дар-Эс-Саламе. Один из его сыновей является президентом Занзибара с 2020 года.
В ноябре 2023 года Мвиньи был госпитализирован с заболеванием грудной клетки. Он умер от рака лёгких в больнице Мзена в Дар-эс-Саламе 29 февраля 2024 года в возрасте 98 лет, за 70 дней до своего 99-летия.